# Saison 2013-2014 de l'Olympique lyonnais
Maillots
Chronologie
Saison précédente Saison suivante
La saison 2013-2014 de l'Olympique lyonnais est la soixante-quatrième de l'histoire du club. Le club retrouve la Ligue des champions grâce à la troisième place obtenue lors de la saison précédente. Rémi Garde est toujours l’entraîneur de l'Olympique lyonnais.

## Avant-saison

### Tableau des transferts
Durant l'été 2013, l'OL ne fait pas d'achat majeur (à noter tout de même la venue du latéral gauche camerounais Henri Bedimo, auteur de bonnes prestations sous le maillot lyonnais), mais perd en revanche deux joueurs majeurs de son histoire : le latéral droit français Anthony Réveillère, présent au club depuis 2003, et surtout l'attaquant argentin Lisandro López. Comme l'a illustré la campagne 2010 en Ligue des champions, Licha est au cours des années devenu la pierre angulaire du secteur offensif, puis son capitaine et l'un des joueurs les plus importants de son histoire, fondamental tant pour sa grinta et son flair que ses qualités de buteur. Cependant, mal à l'aise depuis qu'il a été mis sur l'aile gauche de l'attaque (Bafetimbi Gomis étant au centre), l'Argentin demande à partir, ce qu'il fera fin août, non sans avoir joué le troisième tour préliminaire contre le Grasshopper Club Zurich.

## Statistiques

### Statistiques collectives
| Compétition         | Débute au tour  | Termine       | Matches joués | Gagnés | Nuls | Perdus | Buts pour | Buts contre | Différence |
| ------------------- | --------------- | ------------- | ------------- | ------ | ---- | ------ | --------- | ----------- | ---------- |
| Ligue 1             | -               | -             | 38            | 17     | 10   | 11     | 56        | 44          | +12        |
| Coupe de France     | 1/32 de finale  | 1/8 de finale | 3             | 2      | 0    | 1      | 10        | 4           | +6         |
| Coupe de la Ligue   | 1/8 de finale   | Finale        | 4             | 3      | 0    | 1      | 8         | 6           | +2         |
| Ligue des champions | Troisième tour  | Barrages      | 4             | 2      | 0    | 2      | 2         | 4           | -2         |
| Ligue Europa        | Phase de poules | 1/4 de finale | 12            | 5      | 4    | 3      | 13        | 9           | +4         |
| Total               | -               | -             | 61            | 29     | 14   | 18     | 89        | 67          | +22        |

### Statistiques individuelles

#### Statistiques buteurs
| Place | Nom                 | Ligue 1 | Coupe de France | Coupe de la Ligue | Ligue des champions | Ligue Europa | TOTAL des BUTS |
| 1     | Alexandre Lacazette | 15 buts | 2 buts          | 3 buts            | -                   | 2 buts       | 22 buts        |
| 1     | Bafétimbi Gomis     | 14 buts | 2 buts          | 3 buts            | -                   | 3 buts       | 22 buts        |
| 3     | Jimmy Briand        | 6 buts  | 2 buts          | -                 | -                   | 1 but        | 9 buts         |
| 4     | Clément Grenier     | 4 buts  | 1 but           | -                 | 1 but               | 1 but        | 7 buts         |
| 5     | Yoann Gourcuff      | 3 buts  | 1 but           | 2 buts            | -                   | -            | 6 buts         |
| 6     | Jordan Ferri        | 3 buts  | -               | -                 | -                   | 1 but        | 4 buts         |
| 6     | Gueïda Fofana       | 2 buts  | -               | -                 | -                   | 2 buts       | 4 buts         |
| 8     | Steed Malbranque    | 1 but   | 2 buts          | -                 | -                   | -            | 3 buts         |
| 9     | Yassine Benzia      | 2 buts  | -               | -                 | -                   | -            | 2 buts         |
| 9     | Arnold Mvuemba      | 1 but   | -               | -                 | -                   | 1 but        | 2 buts         |
| 9     | Bakary Koné         | 2 buts  | -               | -                 | -                   | -            | 2 buts         |
| 12    | Alassane Pléa       | -       | -               | -                 | -                   | 1 but        | 1 but          |
| 12    | Milan Biševac       | -       | -               | -                 | 1 but               | -            | 1 but          |
| 12    | Maxime Gonalons     | -       | -               | -                 | -                   | 1 but        | 1 but          |
| 12    | Henri Bedimo        | 1 but   | -               | -                 | -                   | -            | 1 but          |
| 12    | Corentin Tolisso    | 1 but   | -               | -                 | -                   | -            | 1 but          |
| 12    | Nabil Fekir         | 1 but   | -               | -                 | -                   | -            | 1 but          |
| #     | contre son camp     | -       | -               | -                 | -                   | -            | -              |
| Total | 18 buteurs          | 56 buts | 10 buts         | 8 buts            | 2 buts              | 13 buts      | 89 buts        |

#### Statistiques passeurs
| Place | Nom                 | Ligue 1   | Coupe de France | Coupe de la Ligue | Ligue des champions | Ligue Europa | TOTAL des PASSES |
| 1     | Henri Bedimo        | 8 passes  | 1 passe         | -                 | -                   | -            | 9 passes         |
| 2     | Yoann Gourcuff      | 5 passes  | 1 passe         | 1 passe           | -                   | 1 passe      | 8 passes         |
| 3     | Jimmy Briand        | 5 passes  | 1 passe         | 1 passes          | -                   | -            | 7 passes         |
| 3     | Clément Grenier     | 5 passes  | -               | -                 | 1 passe             | 1 passe      | 7 passes         |
| 5     | Alexandre Lacazette | 3 passes  | -               | 2 passes          | -                   | 1 passe      | 6 passes         |
| 6     | Arnold Mvuemba      | -         | 1 passe         | -                 | -                   | 3 passes     | 4 passes         |
| 6     | Steed Malbranque    | -         | 1 passe         | -                 | -                   | 3 passes     | 4 passes         |
| 8     | Yassine Benzia      | 2 passes  | -               | -                 | -                   | -            | 2 passes         |
| 8     | Bafétimbi Gomis     | 1 passe   | 1 passe         | -                 | -                   | -            | 2 passes         |
| 8     | Nabil Fekir         | 2 passes  | -               | -                 | -                   | -            | 2 passes         |
| 8     | Miguel Lopes        | 1 passe   | 1 passe         | -                 | -                   | -            | 2 passes         |
| 12    | Lisandro López      | -         | -               | -                 | 1 passe             | -            | 1 passe          |
| 12    | Mehdi Zeffane       | -         | -               | 1 passe           | -                   | -            | 1 passe          |
| 12    | Gueïda Fofana       | 1 passe   | -               | -                 | -                   | -            | 1 passe          |
| 12    | Bakary Koné         | 1 passe   | -               | -                 | -                   | -            | 1 passe          |
| 12    | Maxime Gonalons     | 1 passe   | -               | -                 | -                   | -            | 1 passe          |
| Total | 16 passeurs         | 35 passes | 7 passes        | 5 passes          | 2 passes            | 9 passes     | 58 passes        |

## Compétitions

### Championnat
La Ligue 1 2013-2014 est la soixante-quinzième édition du championnat de France de football et la douzième sous l'appellation « Ligue 1 ». La division oppose vingt clubs en une série de trente-huit rencontres. Les meilleurs de ce championnat se qualifient pour les coupes d'Europe que sont la Ligue des champions (le podium) et la Ligue Europa (le quatrième et les vainqueurs des coupes nationales). L'OL participe à cette compétition pour la cinquante-cinquième fois de son histoire.
Les relégués de la saison précédente, l'AS Nancy-Lorraine, l'ESTAC Troyes et le Stade brestois 29, sont remplacés par l'AS Monaco, champion de Ligue 2 en 2012-2013 après deux ans d'absence, l'EA Guingamp, 10 ans après sa dernière participation au plus haut niveau national, et le FC Nantes, relégué en Ligue 2 lors de la saison 2006-2007.
| Date-heure                       | No. | Adversaire             | Lieu | Résultat | Buteurs pour l'OL                                                                 | Buteurs adverses                                                                 | Classement | Affluence | Diffuseur           |
| Samedi 10 août 2013 21h00        | 1   | OGC Nice               | Dom. | 4 - 0    | Alexandre Lacazette 13e 69e · Clément Grenier 54e · Yoann Gourcuff 90+2e          | -                                                                                | 1er        | 23 552    | Canal+              |
| Vendredi 16 août 2013 20h30      | 2   | FC Sochaux-Montbéliard | Ext. | 1 - 3    | Yassine Benzia 35e · Alexandre Lacazette 43e · Yoann Gourcuff 48e                 | Ryad Boudebouz 4e (pen.)                                                         | 1er        | 13 857    | beIN Sport          |
| Samedi 24 août 2013 20h00        | 3   | Stade de Reims         | Dom. | 0 - 1    | -                                                                                 | Odaïr Fortes 76e                                                                 | 3e         | 24 238    | beIN Sport          |
| Samedi 31 août 2013 14h00        | 4   | Évian Thonon Gaillard  | Ext. | 2 - 1    | Jordan Ferri 49e                                                                  | Kévin Bérigaud 8e 34e                                                            | 8e         | 12 669    | beIN Sport          |
| Dimanche 15 septembre 2013 21h00 | 5   | Stade rennais          | Dom. | 0 - 0    | -                                                                                 | -                                                                                | 8e         | 33 352    | Canal+              |
| Dimanche 22 septembre 2013 17h00 | 6   | FC Nantes              | Dom. | 3 - 1    | Bafétimbi Gomis 26e · Clément Grenier 55e · Jimmy Briand 72e                      | Jordan Veretout 24e                                                              | 7e         | 33 861    | beIN Sport          |
| Mercredi 25 septembre 2013 19h00 | 7   | AC Ajaccio             | Ext. | 2 - 1    | Steed Malbranque 56e                                                              | Salim Arrache 18e · Aboubacar Camara 70e                                         | 8e         | 6 185     | beIN Sport          |
| Samedi 28 septembre 2013 20h00   | 8   | LOSC Lille             | Dom. | 0 - 0    | -                                                                                 | -                                                                                | 9e         | 39 717    | beIN Sport          |
| Dimanche 6 octobre 2013 14h00    | 9   | Montpellier HSC        | Ext. | 5 - 1    | Alexandre Lacazette 47e                                                           | Víctor Hugo Montaño 16e 68e · Anthony Mounier 45e · Rémy Cabella 59e (pen.) 66e  | 14e        | 14 730    | beIN Sport          |
| Dimanche 20 octobre 2013 21h00   | 10  | Girondins de Bordeaux  | Dom. | 1 - 1    | Jimmy Briand 90+2e                                                                | Ludovic Obraniak 62e                                                             | 11e        | 36 774    | Canal+              |
| Dimanche 27 octobre 2013 17h00   | 11  | AS Monaco              | Ext. | 2 - 1    | Bafétimbi Gomis 62e                                                               | Mounir Obbadi 28e · Radamel Falcao 36e                                           | 14e        | 11 352    | beIN Sport / Canal+ |
| Samedi 2 novembre 2013 20h00     | 12  | EA Guingamp            | Dom. | 2 - 0    | Alexandre Lacazette 12e · Bafétimbi Gomis 13e                                     | -                                                                                | 12e        | 37 334    | beIN Sport          |
| Dimanche 10 novembre 2013 21h00  | 13  | AS Saint-Étienne       | Ext. | 1 - 2    | Alexandre Lacazette 48e · Jimmy Briand 90+3e                                      | Romain Hamouma 65e                                                               | 7e         | 37 587    | Canal+              |
| Samedi 23 novembre 2013 20h00    | 14  | Valenciennes FC        | Ext. | 1 - 1    | Bafétimbi Gomis 16e                                                               | Jean-Christophe Bahebeck 66e                                                     | 7e         | 33 202    | beIN Sport          |
| Dimanche 1er décembre 2013 21h00 | 15  | Paris Saint-Germain    | Ext. | 4 - 0    | -                                                                                 | Edinson Cavani 36e · Zlatan Ibrahimović 41e (pen.) 83e (pen.) · Thiago Silva 60e | 10e        | 44 829    | beIN Sport / Canal+ |
| Jeudi 5 décembre 2013 21h00      | 16  | Toulouse FC            | Dom. | 1 - 1    | Alexandre Lacazette 25e                                                           | Martin Braithwaite 83e                                                           | 12e        | 29 152    | Canal+ Sport        |
| Dimanche 8 décembre 2013 17h00   | 17  | SC Bastia              | Ext. | 1 - 3    | Alexandre Lacazette 53e · Yassine Benzia 56e · Bafétimbi Gomis 85e                | Florian Raspentino 34e                                                           | 10e        | 13 722    | beIN Sport          |
| Dimanche 15 décembre 2013 21h00  | 18  | Olympique de Marseille | Dom. | 2 - 2    | Alexandre Lacazette 17e · Bafétimbi Gomis 44e                                     | André-Pierre Gignac 45+1e · Florian Thauvin 79e                                  | 10e        | 34 218    | Canal+              |
| Dimanche 22 décembre 2013 17h00  | 19  | FC Lorient             | Ext. | 2 - 2    | Clément Grenier 21e · Bafétimbi Gomis 49e                                         | Vincent Aboubakar 60e · Alain Traoré 90+3e                                       | 10e        | 16 111    | beIN Sport          |
| Samedi 11 janvier 2014 20h00     | 20  | FC Sochaux-Montbéliard | Dom. | 2 - 0    | Clément Grenier 57e · Yoann Gourcuff 75e                                          | -                                                                                | 9e         | 36 099    | beIN Sports         |
| Dimanche 19 janvier 2014 14h00   | 21  | Stade de Reims         | Ext. | 0 - 2    | Alexandre Lacazette 25e · Gueïda Fofana 84e                                       | -                                                                                | 8e         | 17 262    | beIN Sports         |
| Dimanche 26 janvier 2014 14h00   | 22  | Évian Thonon Gaillard  | Dom. | 3 - 0    | Bafétimbi Gomis 19e · Alexandre Lacazette 43e 76e                                 | -                                                                                | 6e         | 34 929    | beIN Sports         |
| Dimanche 2 février 2014 17h00    | 23  | Stade rennais          | Ext. | 2 - 0    | -                                                                                 | Cédric Hountondji 22e · Ola Toivonen 66e                                         | 6e         | 20 546    | beIN Sports         |
| Dimanche 9 février 2014 14h00    | 24  | FC Nantes              | Ext. | 1 - 2    | Alexandre Lacazette 40e · Bafétimbi Gomis 76e                                     | Filip Djordjevic 84e                                                             | 6e         | 35 450    | beIN Sports         |
| Dimanche 16 février 2014 14h00   | 25  | AC Ajaccio             | Dom. | 3 - 1    | Gueïda Fofana 43e · Jimmy Briand 68e · Bafétimbi Gomis 89e                        | Dennis Oliech 80e                                                                | 6e         | 35 103    | beIN Sports         |
| Dimanche 23 février 2014 21h00   | 26  | LOSC Lille             | Ext. | 0 - 0    | -                                                                                 | -                                                                                | 5e         | 43 518    | Canal+              |
| Dimanche 2 mars 2014 17h00       | 27  | Montpellier HSC        | Dom. | 0 - 0    | -                                                                                 | -                                                                                | 5e         | 35 865    | beIN Sports         |
| Dimanche 9 mars 2014 21h00       | 28  | Girondins de Bordeaux  | Ext. | 1 - 2    | Henri Bedimo 90+1e · Corentin Tolisso 90+4e                                       | Henri Saivet 8e                                                                  | 5e         | 17 660    | Canal+              |
| Dimanche 16 mars 2014 17h00      | 29  | AS Monaco              | Dom. | 2 - 3    | Jimmy Briand 32e 78e                                                              | Valère Germain 4e · James Rodriguez 27e · Dimitar Berbatov 52e                   | 5e         | 35 062    | beIN Sports         |
| Dimanche 23 mars 2014 17h00      | 30  | EA Guingamp            | Ext. | 0 - 1    | Bafétimbi Gomis 46e                                                               | -                                                                                | 5e         | 15 167    | beIN Sports         |
| Dimanche 30 mars 2014 21h00      | 31  | AS Saint-Étienne       | Dom. | 1 - 2    | Alexandre Lacazette 38e                                                           | Mevlüt Erding 31e · Max-Alain Gradel 74e                                         | 5e         | 36 822    | Canal+              |
| Dimanche 6 avril 2014 17h00      | 32  | Valenciennes FC        | Ext. | 1 - 2    | Bafétimbi Gomis 30e · Jordan Ferri 69e                                            | Abdul Majeed Waris 66e                                                           | 5e         | 13 922    | beIN Sports         |
| Dimanche 13 avril 2014 21h00     | 33  | Paris Saint-Germain    | Dom. | 1 - 0    | Jordan Ferri 31e                                                                  | -                                                                                | 5e         | 38 096    | beIN Sport / Canal+ |
| Mercredi 23 avril 2014 18h30     | 34  | Toulouse FC            | Ext. | 0 - 0    | -                                                                                 | -                                                                                | 5e         | 12 104    | beIN Sports         |
| Dimanche 27 avril 2014 17h00     | 35  | SC Bastia              | Dom. | 4 - 1    | Bafétimbi Gomis 13e · Nabil Fekir 24e · Bakary Koné 50e · Alexandre Lacazette 63e | Gianni Bruno 47e                                                                 | 5e         | 36 958    | beIN Sports         |
| Dimanche 4 mai 2014 21h00        | 36  | Olympique de Marseille | Ext. | 4 - 2    | Arnold Mvuemba 40e · Bafétimbi Gomis 81e                                          | Souleymane Diawara 14e · Florian Thauvin 27e · André-Pierre Gignac 48e 56e       | 5e         | 37 842    | Canal+              |
| Samedi 10 mai 2014 21h00         | 37  | FC Lorient             | Dom. | 0 - 1    | -                                                                                 | Cheick Doukouré 52e                                                              | 5e         | 39 533    | Canal+              |
| Samedi 17 mai 2014 21h00         | 38  | OGC Nice               | Ext. | 0 - 1    | Bakary Koné 5e                                                                    | -                                                                                | 5e         | 28 405    | Canal+              |

#### Classement et statistiques
Les Lyonnais sont actuellement à la cinquième place avec 13 victoires, 9 matchs nuls et 8 défaites. Une victoire rapportant trois points et un match nul un point, l'OL totalise 48 points soit vingt-cinq de moins que le leader, le Paris Saint-Germain. Les Lyonnais possèdent la troisième attaque du championnat avec 45 buts marqués, et la 10e défense avec 35 buts encaissés. Lyon est la 9e formation à domicile (25 points) et la 4e à l'extérieur (23 points).
Extrait du classement de Ligue 1 2013-2014
| Rang | Équipe                 | Pts | J  | G  | N | P | Bp | Bc | Diff |
| --- | ---------------------- | --- | -- | -- | - | - | -- | -- | ---- |
| 1 | Paris Saint-Germain FC | 73  | 30 | 22 | 7 | 1 | 70 | 18 | +52  |
| 2 | AS Monaco FC           | 63  | 30 | 18 | 9 | 3 | 50 | 25 | +25  |
| 3 | Lille OSC              | 54  | 30 | 15 | 9 | 6 | 34 | 19 | +15  |
| 4 | AS Saint-Étienne       | 51  | 30 | 15 | 6 | 9 | 41 | 27 | +14  |
| 5 | Lyon                   | 48  | 30 | 13 | 9 | 8 | 45 | 35 | +10  |
| - Phase de groupes de la Ligue des champions 2014-2015 - Barrages de la Ligue des champions 2014-2015 - Barrages de la Ligue Europa 2014-2015 |                        |     |    |    |   |   |    |    |      |

### Coupe de France
La coupe de France 2013-2014 est la 96e édition de la coupe de France, une compétition à élimination directe mettant aux prises tous les clubs de football amateurs et professionnels à travers la France métropolitaine et les DOM-TOM. Elle est organisée par la FFF et ses ligues régionales.
| Date                           | Tour                       | Adversaire                 | Lieu | Résultat | Buteurs pour l'OL                                                                                 | Buteurs adverses                                          | Affluence | Diffuseur   |
| Dimanche 5 janvier 2014 14h15  | Trente-deuxièmes de finale | La Suze-sur-Sarthe FC (DH) | Ext. | 1 - 6    | Bafétimbi Gomis 5e 56e · Clément Grenier 42e · Alexandre Lacazette 58e 79e · Steed Malbranque 66e | Nicolas Pichot 41e (pen.)                                 | 20 012    | Non diffusé |
| Mercredi 22 janvier 2014 19h00 | Seizièmes de finale        | AS Yzeure (CFA)            | Dom. | 1 - 3    | Jimmy Briand 76e · Yoann Gourcuff 81e · Steed Malbranque 85e                                      | Elias M'Baye 74e                                          | 9 000     | Eurosport   |
| Jeudi 13 février 2014 20h45    | Huitièmes de finale        | RC Lens (Ligue 2)          | Dom. | 1 - 2    | Jimmy Briand 9e                                                                                   | Pierrick Valdivia 90+3e (pen.) · Jean-Philippe Gbamin 94e | 14 703    | Eurosport   |

### Coupe de la Ligue
La Coupe de la Ligue 2013-2014 est la 20e édition de la Coupe de la Ligue, compétition à élimination directe organisée par la Ligue de football professionnel (LFP) depuis 1994, qui rassemble uniquement les clubs professionnels de Ligue 1, Ligue 2 et National. Depuis 2009, la LFP a instauré un nouveau format de coupe plus avantageux pour les équipes qualifiées pour une coupe d'Europe.
| Date et horaire                 | Tour                | Adversaire                       | Lieu | Résultat | Buteurs pour l'OL                                                  | Buteurs adverses                             | Affluence | Diffuseur |
| Mercredi 18 décembre 2013 17h00 | Huitièmes de finale | Stade de Reims (Ligue 1)         | Dom. | 3 - 2    | Bafétimbi Gomis 58e · Alexandre Lacazette 60e · Yoann Gourcuff 81e | Prince Oniangué 64e · Floyd Ayité 87e (pen.) | 21 654    | France 2  |
| Mercredi 15 janvier 2014 20h55  | Quarts de finale    | Olympique de Marseille (Ligue 1) | Dom. | 2 - 1    | Yoann Gourcuff 24e · Bafétimbi Gomis 74e                           | André-Pierre Gignac 89e (pen.)               | 27 338    | France 3  |
| Mercredi 5 février 2014 20h55   | Demi-finale         | ES Troyes AC (Ligue 2)           | Dom. | 2 - 1    | Alexandre Lacazette 16e · Bafétimbi Gomis 27e                      | Thiago Xavier 35e                            | 19 168    | France 3  |
| Samedi 19 avril 2014 20h55      | Finale              | Paris Saint-Germain (Ligue 1)    | Neu. | 1 - 2    | Alexandre Lacazette 56e                                            | Edinson Cavani 4e 33e (pen.)                 | 78 489    | France 2  |

### Ligue des champions
La Ligue des champions 2013-2014 est la cinquante-neuvième édition de la Ligue des champions, la plus prestigieuse des compétitions européennes inter-clubs. Elle est divisée en deux phases, une phase de groupes, qui consiste en huit mini-championnats de quatre équipes par groupe, les deux premiers poursuivant la compétition et le troisième étant repêché en seizièmes de finale de la Ligue Europa. Puis une phase finale, décomposée en huitièmes de finale, quarts de finale, demi-finales et une finale qui se joue sur terrain neutre. En cas d'égalité, lors de la phase finale, la règle des buts marqués à l'extérieur s'applique puis le match retour est augmenté d'une prolongation et d'une séance de tirs au but s'il le faut. Les équipes sont qualifiées en fonction de leurs bons résultats en championnat lors de la saison précédente et le tenant du titre est le Bayern Munich, vainqueur du Borussia Dortmund deux buts à un au Wembley Stadium de Londres.

#### Phase de qualification
| Date                        | Tour                  | Adversaire              | Lieu | Résultat | Buteurs pour l'OL   | Buteurs adverses                            | Affluence | Diffuseur   |
| Mardi 30 juillet 2013 21h00 | Troisième tour aller  | Grasshopper Club Zurich | Dom. | 1 - 0    | Milan Biševac 64e   | -                                           | 27 331    | beIN Sport  |
| Mardi 6 août 2013 21h00     | Troisième tour retour | Grasshopper Club Zurich | Ext. | 0 - 1    | Clément Grenier 82e | -                                           | 9 500     | L'Équipe 21 |
| Mardi 20 août 2013 20h45    | Barrage aller         | Real Sociedad           | Dom. | 0 - 2    | -                   | Antoine Griezmann 17e · Haris Seferović 50e | 38 156    | beIN Sport  |
| Mercredi 28 août 2013 20h45 | Barrage retour        | Real Sociedad           | Ext. | 2 - 0    | -                   | Carlos Vela 67e 90+1e                       | 28 955    | beIN Sport  |

### Ligue Europa
La Ligue Europa 2013-2014 est la quarante-troisième édition de la Ligue Europa. Elle est divisée en deux phases, une phase de groupes, qui consiste en douze mini-championnats de quatre équipes par groupe, les deux premiers poursuivant la compétition. Puis une phase finale, décomposée en seizièmes de finale, huitièmes de finale, quarts de finale, demi-finales et une finale qui se joue sur terrain neutre. En cas d'égalité, lors de la phase finale, la règle des buts marqués à l'extérieur s'applique puis le match retour est augmenté d'une prolongation et d'une séance de tirs au but s'il le faut. Les équipes sont qualifiées en fonction de leurs bons résultats en championnat lors de la saison précédente et le tenant du titre est Chelsea, formation anglaise vainqueur du Benfica Lisbonne deux buts à un à l'Amsterdam ArenA d'Amsterdam.

#### Phase de poules
En perdant aux barrages de la Ligue des champions, l'Olympique lyonnais commence son parcours directement en phase de poule. Placé dans le premier chapeau, Lyon hérite d'un groupe composé du Betis Séville, septième d'Espagne en 2012-2013, du Vitória Guimarães, vainqueur de la coupe du Portugal lors de l'exercice précédent, et du HNK Rijeka, troisième du dernier championnat croate.
| Date                          | Tour | Adversaire        | Lieu | Résultat | Buteurs pour l'OL                             | Buteurs adverses    | Affluence | Diffuseur       |
| Jeudi 19 septembre 2013 21h05 | J1   | Betis Séville     | Ext. | 0 - 0    | -                                             | -                   | 22 404    | beIN Sport / W9 |
| Jeudi 3 octobre 2013 19h00    | J2   | Vitória Guimarães | Dom. | 1 - 1    | Maxime Gonalons 53e                           | Moussa Maazou 39e   | 30 061    | beIN Sport      |
| Jeudi 24 octobre 2013 19h00   | J3   | HNK Rijeka        | Dom. | 1 - 0    | Clément Grenier 65e                           | -                   | 30 461    | beIN Sport      |
| Jeudi 7 novembre 2013 21h05   | J4   | HNK Rijeka        | Ext. | 1 - 1    | Alassane Pléa 14e                             | Andrej Kramarić 21e | 7 682     | beIN Sport      |
| Jeudi 28 novembre 2013 19h00  | J5   | Betis Séville     | Dom. | 1 - 0    | Bafétimbi Gomis 66e                           | -                   | 24 112    | beIN Sport      |
| Jeudi 12 décembre 2013 21h00  | J6   | Vitória Guimarães | Ext. | 1 - 2    | Bafétimbi Gomis 62e (pen.) · Jordan Ferri 65e | Tómané 11e          | 5 845     | beIN Sport      |

| Rang | Équipe             | Pts | J | G | N | P | Bp | Bc | Diff |  | Résultats (▼ dom., ► ext.) | Drapeau de la France | Drapeau de l'Espagne | Drapeau du Portugal | Drapeau de la Croatie |
| ---- | ------------------ | --- | - | - | - | - | -- | -- | ---- |  | -------------------------- | -------------------- | -------------------- | ------------------- | --------------------- |
| 1    | Olympique lyonnais | 12  | 6 | 3 | 3 | 0 | 6  | 3  | +3   |  | Olympique lyonnais         |                      | 1-0                  | 1-1                 | 1-0                   |
| 2    | Betis Séville      | 9   | 6 | 2 | 3 | 1 | 3  | 2  | +1   |  | Betis Séville              | 0-0                  |                      | 1-0                 | 0-0                   |
| 3    | Vitória Guimarães  | 5   | 6 | 1 | 2 | 3 | 6  | 5  | +1   |  | Vitória Guimarães          | 1-2                  | 0-1                  |                     | 4-0                   |
| 4    | HNK Rijeka         | 4   | 6 | 0 | 4 | 2 | 2  | 7  | -5   |  | HNK Rijeka                 | 1-1                  | 1-1                  | 0-0                 |                       |

#### Phase finale
| Date                        | Tour                  | Adversaire           | Lieu | Résultat | Buteurs pour l'OL                                                    | Buteurs adverses                          | Affluence | Diffuseur       |
| Jeudi 20 février 2014 19h00 | 1/16 de finale aller  | Tchernomorets Odessa | Ext. | 0 - 0    | -                                                                    | -                                         | 26 250    | beIN Sport / W9 |
| Jeudi 27 février 2014 21h05 | 1/16 de finale retour | Tchernomorets Odessa | Dom. | 1 - 0    | Alexandre Lacazette 80e                                              | -                                         | 25 039    | beIN Sport / W9 |
| Jeudi 13 mars 2014 21h05    | 1/8 de finale aller   | Viktoria Plzeň       | Dom. | 4 - 1    | Gueïda Fofana 12e 70e · Alexandre Lacazette 53e · Arnold Mvuemba 61e | Tomáš Hořava 1re                          | 28 248    | beIN Sport / W9 |
| Jeudi 20 mars 2014 19h00    | 1/8 de finale retour  | Viktoria Plzeň       | Ext. | 2 - 1    | Bafétimbi Gomis 45+2e                                                | Daniel Kolář 60e · Stanislav Tecl 62e     | 10 352    | beIN Sport / W9 |
| Jeudi 3 avril 2014 21h05    | 1/4 de finale aller   | Juventus             | Dom. | 0 - 1    | -                                                                    | Leonardo Bonucci 85e                      | 37 084    | beIN Sport / W9 |
| Jeudi 10 avril 2014 21h05   | 1/4 de finale retour  | Juventus             | Ext. | 2 - 1    | Jimmy Briand 18e                                                     | Andrea Pirlo 4e · Samuel Umtiti 68e (csc) | 40 710    | beIN Sport / W9 |

#### Coefficient UEFA
De par ses résultats dans cette Ligue des champions, l'OL acquiert des points pour son coefficient UEFA, utilisé lors des tirages au sort des compétitions de l'UEFA.
| Rang 2014 | Rang 2013 | Évolution | Club               | 2009-2010 | 2010-2011 | 2011-2012 | 2012-2013 | 2013-2014 | Coefficient |
| --------- | --------- | --------- | ------------------ | --------- | --------- | --------- | --------- | --------- | ----------- |
| 1         | 1         | =         | FC Barcelone       | 30,586    | 36,642    | 34,171    | 27,542    | 20,743    | 149,685     |
| 2         | 2         | =         | Bayern Munich      | 30,616    | 24,133    | 33,050    | 36,585    | 21,514    | 145,899     |
| 3         | 4         | +1        | Real Madrid        | 22,586    | 33,642    | 36,171    | 29,542    | 22,743    | 144,685     |
|           |           |           |                    |           |           |           |           |           |             |
| 12        | 15        | +3        | Schalke 04         | 3,616     | 30,133    | 20,050    | 22,585    | 18,514    | 94,899      |
| 13        | 7         | -6        | Inter Milan        | 34,085    | 21,314    | 20,271    | 16,883    | 2,067     | 94,621      |
| 14        | 12        | -2        | Olympique Lyonnais | 28,000    | 19,150    | 19,100    | 14,350    | 10,267    | 90,866      |
| 15        | 13        | -2        | Chakhtar Donetsk   | 11,160    | 26,017    | 9,550     | 18,900    | 11,400    | 77,027      |
| 16        | 31        | +15       | Borussia Dortmund  | 3,616     | 10,133    | 10,050    | 33,585    | 19,514    | 76,899      |

### Matchs officiels de la saison
Le tableau ci-dessous retrace dans l'ordre chronologique les rencontres officielles jouées par l'OL durant la saison. Le club lyonnais participe aux 38 journées du championnat ainsi qu'à trois tours de Coupe de France, trois rencontres en Coupe de la Ligue et douze matchs sur le plan européen, dont 4 en Ligue des champions et 10 en Ligue Europa. Les buteurs sont accompagnés d'une indication entre parenthèses sur la minute de jeu où est marqué le but et, pour certaines réalisations, sur sa nature (penalty ou contre son camp).
Le bilan général de la saison est de 19 victoires, 10 matchs nuls et 9 défaites.

### Joueurs prêtés
| Nat. | Nom             | Club en prêt | Compétition | Championnat | Championnat | Championnat | Championnat  | Coupe nationale | Coupe nationale | Coupe nationale | Coupe nationale | Total | Total | Total  | Total        |
| Nat. | Nom             | Club en prêt | Compétition | MJ          | B           | Averti      | Carton rouge | MJ              | B               | Averti          | Carton rouge    | MJ    | B     | Averti | Carton rouge |
| ---- | --------------- | ------------ | ----------- | ----------- | ----------- | ----------- | ------------ | --------------- | --------------- | --------------- | --------------- | ----- | ----- | ------ | ------------ |
|      | Alassane Pléa   | AJ Auxerre   | Ligue 2     | 0           | 0           | 0           | 0            | 0               | 0               | 0               | 0               | 0     | 0     | 0      | 0            |
|      | Mohamed Yattara | Angers SCO   | Ligue 2     | 16          | 7           | 2           | 0            | 2               | 1               | 0               | 0               | 18    | 8     | 0      | 0            |

### Récompenses et distinctions
Au cours de la saison 2013-2014, l'Union nationale des footballeurs professionnels (UNFP) récompense chaque mois le meilleur joueur du championnat de France. Après une sélection de trois joueurs choisis par les médias sportifs, le public élit le joueur du mois avec des votes par SMS ou par Internet. En date du 4 février 2014, aucun joueur lyonnais n'a été élu joueur du mois.

### Joueurs en sélection nationale

#### Équipe de France
Parmi 24 joueurs français, un seul lyonnais est sélectionné en équipe de France cette saison : Clément Grenier.
| Joueurs         | Position |    |
| Clément Grenier | Milieu   | 16 |

#### Sélections étrangères
| Nom           | Éliminatoires Coupe du monde | Éliminatoires Coupe du monde | Éliminatoires Coupe du monde | Éliminatoires Coupe du monde | Matchs amicaux | Matchs amicaux | Matchs amicaux | Matchs amicaux | Total | Total       | Total  | Total        |
| Nom           | MJ                           | But inscrit                  | Averti                       | Carton rouge                 | MJ             | But inscrit    | Averti         | Carton rouge   | MJ    | But inscrit | Averti | Carton rouge |
| ------------- | ---------------------------- | ---------------------------- | ---------------------------- | ---------------------------- | -------------- | -------------- | -------------- | -------------- | ----- | ----------- | ------ | ------------ |
| Bakary Koné   | 2                            | 0                            | 0                            | 0                            | 2              | 0              | 0              | 0              | 4     | 0           | 0      | 0            |
| Milan Biševac | 2                            | 0                            | 0                            | 0                            | 0              | 0              | 0              | 0              | 2     | 0           | 0      | 0            |

## Affluence et télévision

### Affluence
Affluence de l'Olympique lyonnais à domicile

## Équipe réserve
L'équipe réserve de l'OL sert de tremplin vers le groupe professionnel pour les jeunes du centre de formation ainsi que de recours pour les joueurs de retour de blessure ou en manque de temps de jeu. Elle est entraînée par Stéphane Roche.
Pour la saison 2013-2014, elle évolue dans le groupe B du championnat de France amateur, soit le quatrième niveau de la hiérarchie du football en France.
Extrait du classement de CFA 2013-2014 (Groupe B)
| Rang | Équipe                  | Pts | J  | G  | N | P | Bp | Bc | Diff |
| --- | ----------------------- | --- | -- | -- | - | - | -- | -- | ---- |
| 1 | SAS Épinal              | 53  | 17 | 11 | 3 | 3 | 40 | 22 | +18  |
| 2 | ASFA Yzeure 03          | 45  | 15 | 8  | 6 | 1 | 28 | 12 | +16  |
| 3 | Olympique Lyonnais rés. | 43  | 17 | 8  | 2 | 7 | 27 | 27 | 0    |
| 4 | AS Moulins              | 42  | 15 | 8  | 3 | 4 | 22 | 12 | +10  |
| 5 | FC Villefranche         | 42  | 17 | 8  | 1 | 8 | 22 | 18 | +4   |
| - 1er du championnat (hors réserves) - Demi-finales du championnat de France des réserves professionnelles |                         |     |    |    |   |   |    |    |      |